# Love on the Inside
Love on the Inside é um álbum de Sugarland, lançado em 22 de Julho de 2008.